# 원주 봉산동 석조보살입상

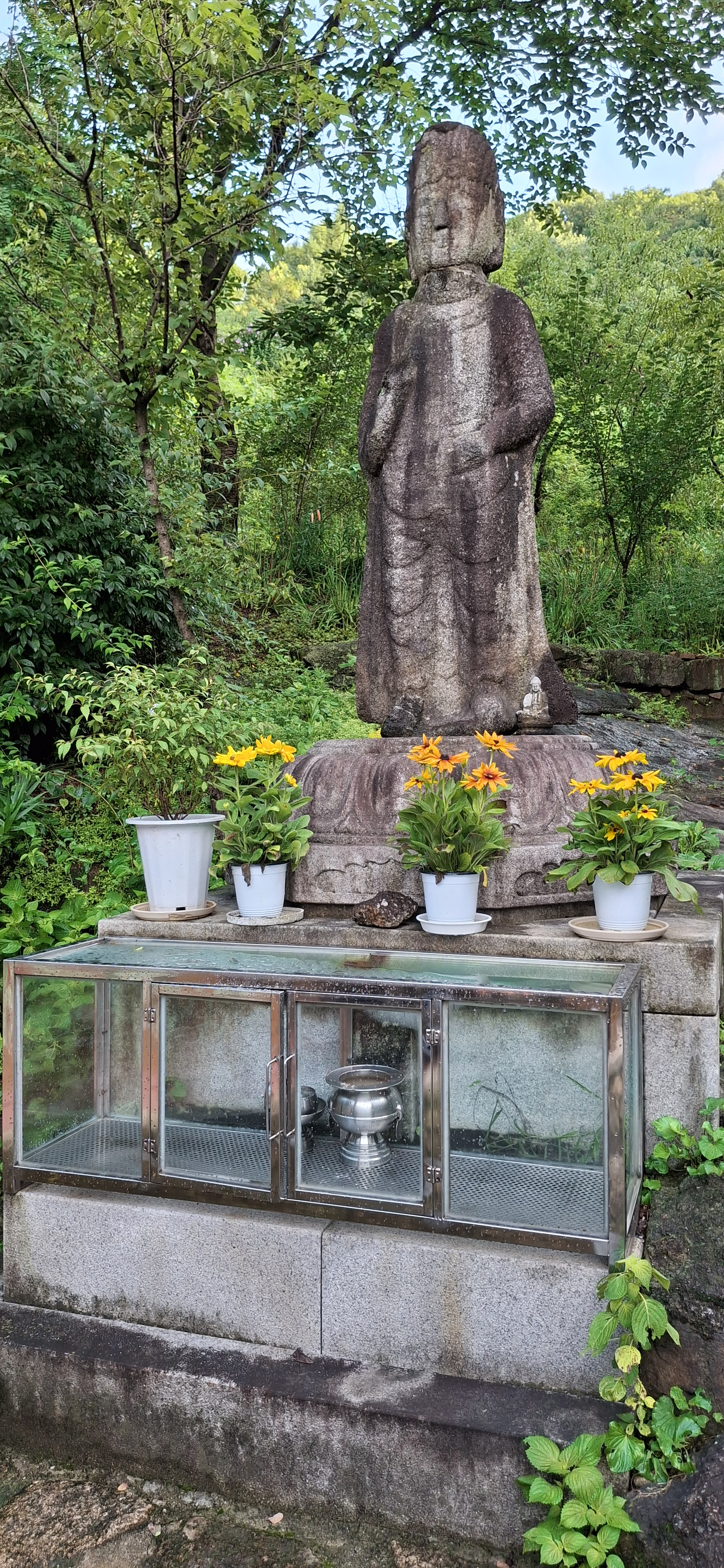
고려전기 조성한 미륵보살입상 옛 천왕사에서 이운하여 원주 봉산동 미륵암에 봉안

원주 봉산동 석조보살입상(原州鳳山洞石造菩薩立像)은 대한민국 강원특별자치도 원주시 봉산동에 있는 사람키 만한 석조보살 입상이다. 1982년 11월 3일 강원특별자치도의 유형문화재 제67호로 지정되었다.

## 개요
강원특별자치도 원주시 봉산동에 있는 사람키 만한 석조보살 입상이다.
머리에는 관(冠)을 쓰고 있으며, 풍만한 얼굴에 눈·코·입은 작게 표현되어 있지만 미소를 띠고 있어 친근한 인상이다. 오른손은 가슴에 대고, 왼손은 배에 대고 있으며, 신체에 비해 팔은 가늘고 손이 작아서 불균형한 모습이다. 상체의 옷은 양복처럼 보이고, 큰 체구에 구름무늬 같은 하체의 옷주름이나 머리에 쓴 관 모양이 일반적인 보살과 거리가 먼 특이한 형태이다.
친근한 인상과 옷이나 신체 등 형식적인 세부표현에서 고려 보살상의 특징과 지방색이 어우러져 있는 작품으로, 이 지방의 불상양식을 알 수 있는 자료이다.

## 참고 문헌
- 원주봉산동석조보살입상 - 국가유산청 국가유산포털